# Ударник (Иркутская область)
Ударник — посёлок в Ангарском городском округе Иркутской области России. Находится примерно в 18 км к юго-востоку от Ангарска.

## История
Входил в состав городского поселения Мегетское муниципальное образование Ангарского муниципального района. Законом Иркутской области от 10 декабря 2014 года № 149-ОЗ, с 1 января 2015 года все муниципальные образования ныне упразднённого Ангарского муниципального района, в том числе и Мегетское муниципальное образование, объединены в Ангарский городской округ.

## Население
| 2002 | 2010 | 2011 | 2012 |
| ---- | ---- | ---- | ---- |
| 140  | ↗144 | ↘143 | →143 |

По данным Всероссийской переписи, в 2010 году в посёлке проживали 144 человека (71 мужчина и 73 женщины).